# Rita Peri
Rita Peri (Novara, 22 maggio 1957) è un'ex ginnasta italiana.

## Biografia
Nata a Novara nel 1957, era tesserata per la Ginnastica e Scherma Novara. 
Arrivata in nazionale a 12 anni, nel 1969, ad ancora 14 anni ha vinto cinque medaglie ai Giochi del Mediterraneo di Smirne 1971, conquistando due bronzi, nel concorso individuale e alle parallele asimmetriche, un argento al corpo libero, ma soprattutto gli ori alla trave e nel concorso a squadre insieme ad Alberti, Bovani, Fiammenghi, Marchi e Storai. Nello stesso anno ha preso parte agli Europei di Minsk.
A 15 anni ha partecipato ai Giochi olimpici di Monaco di Baviera 1972, in tutte e sei le gare, chiudendo 12ª nel concorso a squadre con 349,800 punti, 75ª nel concorso individuale con 68,950, 53ª al corpo libero con 17,800, 39ª alle parallele asimmetriche con 18,250, 72ª alla trave con 16,850 e 116ª nel volteggio con 16,050. Negli ultimi cinque casi non è riuscita ad accedere alla finale, riservata alle sei con i migliori punteggi delle qualificazioni per le finali degli attrezzi, alle migliori 36 nel concorso individuale.
Ai Mondiali di Varna 1974 si è piazzata 13ª nel concorso a squadre con 344,550 punti, mentre ai Giochi del Mediterraneo di Algeri 1975 si è portata a casa altre quattro medaglie, ottenendo due argenti, alle parallele asimmetriche e alla trave, e due ori, nel concorso individuale e di nuovo in quello a squadre, stavolta con Basla, Bucci, Sacchi, Spongia e Wieser.
A 19 anni ha preso di nuovo parte alle Olimpiadi, quelle di Montréal 1976, ancora in tutte e sei le gare, chiudendo 12ª nel concorso a squadre con 365,100 punti, 75ª nel concorso individuale con 71,750, 28ª al corpo libero con 18,900, 67ª alle parallele asimmetriche con 18,300, 82ª alla trave con 17,050 e 84ª nel volteggio con 17,500. Anche questa volta negli ultimi cinque casi non è riuscita ad accedere alla finale, riservata alle sei con i migliori punteggi delle qualificazioni per le finali degli attrezzi, alle migliori 36 nel concorso individuale.
Ha chiuso la carriera nel 1977, a 20 anni.
Dopo il ritiro è diventata allenatrice, svolgendo questo ruolo alla Ginnastica Perseverant di Legnano, insieme al marito Mario Tesorio, anche lui ex ginnasta.

## Palmarès

### Giochi del Mediterraneo
- 9 medaglie:
  - 4 ori (Trave a Smirne 1971, concorso a squadre a Smirne 1971, concorso individuale ad Algeri 1975, concorso a squadre ad Algeri 1975)
  - 3 argenti (Corpo libero a Smirne 1971, parallele asimmetriche ad Algeri 1975, trave ad Algeri 1975)
  - 2 bronzi (Concorso individuale a Smirne 1971, parallele asimmetriche a Smirne 1971)